# Rensel
De Rensel is een voormalig riviertje of afwateringskanaal in de plaats Winschoten (gemeente Oldambt in de Nederlandse provincie Groningen. In 1636 werd het Winschoterdiep er doorheen geleid. De Rensel liep vanaf Trekweg, Grintweg en Nassaustraat langs de Buiten- en Binnenvenne, en vandaar via een stenen boogbrug naar de vroegere Oosterhaven (nu Burgemeester Schönfeldplein), waar hij uitmondde in de huidige Rensel. Die zet zich voort in de richting van de Pekel A. 

## Naam en oorsprong
Volgens de taalkundige Wobbe de Vries is de naam Rensel afgeleid van een woord *ransil, dat 'stromend water', maar ook 'stagnerend water' kan betekenen. Nauw verwant is 16e-eeuws Hoogduits rinnsel 'rivierbed, stroombed', 15e-eeuws rinsel, rintzel 'stremsel'. Vergelijkbaar zijn ook de namen Randzel, een wadplaat bij Borkum en Ranzerdiep, een 16e-eeuwse vaargeul in de monding van het Vlie. De naam zou ontstaan zijn uit een Oudfries woord rene ('stromen') met de uitgang -ele ('waterloop').
Oorspronkelijk ging het misschien om een ontwateringssloot die het water van Sint-Vitusholt en Bovenburen naar de Pekel A afvoerde. Deze watergang werd in de 17e en 18e eeuw via een duiker bij Hessenbril onder het Winschoterdiep doorgeleid, om via de Oosteinderwatering en de Groote Watering uit te komen in het Beertsterdiep.

## Oude en Nieuwe Rensel
De Rensel was oorspronkelijk een veenriviertje dat het overtollige water uit Bovenburen en Sint-Vitusholt naar zee afvoerde. Volgens documenten uit de 16e eeuw liep de Olde Rensel vanaf de Venne naar het zuiden, waarna hij al slingerend naar de Pekel A stroomde. Het watertje was omstreeks een meter breed en vormde de grens tussen het eigenlijke dorp Winschoten (het Ronde Loegh bij het Marktplein) en het Zuiderveen. Toen in de loop van de 15e eeuw de afwatering stagneerde, groeven de Winschoters een nieuwe kanaal ten noorden van de Marktpleinkerk, dat Nije Rensel werd genoemd. Hier ontstond tevens een nieuwe haven.
De Rensel mondde uit in de Pekel A ter hoogte van Winschoterzijl. Die verenigde zich oorspronkelijk voorbij Winschoterzijl met de Reider Ae (de voorloper van de Westerwoldse Aa), die tussen Beerta en Ulsda naar het noorden liep. De bronnen suggereren dat de namen Rensel en Pekel A soms uitwisselbaar waren. In 1445 is mogelijk voor het eerst sprake van de Rensel, als er melding wordt gedaan van een doorgebroken dijk tussen Fock en Ryndel bij Winschoten (vergelijk ook Engels rindle 'kleine waterloop).
Na het ontstaan van de Dollard zocht de Westerwoldse Aa een nieuwe loop aan de oostkant van Ulsda, dat hierdoor een eiland werd. De Pekell Ae wordt in 1534 genoemd; de rivier stroomde aan de westkant van het eiland langs de kwelders van Beerta. Omdat de stroomgeul dichtslibde, werd in 1596 alsnog een doorbraak gegraven vanuit de Pekel A in de richting van de (nieuwe) Westerwoldse Aa, die opnieuw Nije Rensel werd genoemd. De oude loop van de Pekel A (oftewel de Rensel) ten westen van Ulsda stond in de zeventiende eeuw bekend als Olde Rensel oftewel Heerensloot. Deze loop werd ook wel als de Olde Reijder Ae alias de olde Pekel Ae betiteld.

## Winschoterdiep
De loop van de Rensel door Winschoten maakte sinds 1586 deel uit van de zogenaamde Nije Schipvaart (ook Nijediep, Spanjaardsdiep of Olde Winschoterdiep genoemd), dat via Slochteren, Scheemda en Heiligerlee naar de Pekel A werd gegraven. Het Spaanse kanaal deed maar korte tijd dienst, maar het tracé werd vervolgens gebruikt voor de aanleg van het Winschoterdiep, voltooid in 1637. Bij de uitmonding van de Rensel in de Pekel A werd het Renselverlaat gebouwd. Hier ontstond de buurtschap Winschoterzijl.
Omdat de trekvaart door Winschoten te smal was, werd in 1879 het Omsnijdingskanaal langs de huidige Stikkerlaan gegraven, dat omstreeks 1963 en 1971 weer werd gedempt. Hier vestigden zich meerdere molens en een steenfabriek. Het tracé door Winschoten werd hierdoor overbodig en daarna stap voor stap gedempt, eerst de Binnenvenne in 1880, daarna de Buitenvenne in 1916 en ten slotte de Oosterhaven in 1931. De oude loop van het Winschoterdiep is nog herkenbaar aan de loop van de Trekweg ten zuiden van Heiligerlee. Een deel daarvan raakte sterk vervuild met illegaal gestort afval en kwam omstreeks 1967 te vervallen; het laatste stuk bij Heiligerlee werd in 1971 gevuld met baggerslib. 
Het laatste stuk overgebleven Trekvaart ten oosten van Winschoten wordt nog Rensel genoemd. Dit gedeelte is in het kader van werkverschaffingsmaatregelen in 1923 sterk verbreed, zodat het beter geschikt was als haven. Dit tracé werd veelvuldig gebruikt door de aangrenzende bedrijven. Tegenwoordig staat het in verbinding met het Oldambtmeer en wordt het vooral gebruikt door vaarrecreanten. De Rensel sluit aan bij het verbrede Winschoterdiep en wordt beheerd door de provincie Groningen.

## Afgeleide namen
- Renselweg en Renselkade zijn straatnamen te Winschoten; Rensel is tevens een naam van een bedrijventerrein, gesticht in 1953
- Rensel is een straatnaam in de wijk Sorghvliet te Veendam
- 'De Rensel' was een christelijke mavo-school, later een scholengemeenschap te Winschoten; hij ging in 1993 op in scholengemeenschap 'Ubbo Emmius'
- 'Renselheerdt' is een appartementencomplex voor ouderen te Winschoten